# Double minute
Unter Double minutes (engl. für „doppelte Kleine“) versteht man bis zu einigen 100 kbp große Doppel-Chromatinstücke, die in Tumorzellen vorkommen können. Sie entstehen als extrachromosomale Amplifikate als Reaktion auf die Hemmung von Genen durch Zytostatika (sogenannte Chemotherapie).
Sie besitzen üblicherweise einen eigenen origin of replication und werden somit bei der Zellteilung mitrepliziert, teilweise besitzen sie sogar eigene Zentromere.
Double minutes sind ein diagnostisches Mittel für die Beurteilung des Krebstadiums. Je mehr es gibt, desto mehr Gene gibt es, die durch die Zytostatika-Gabe gehemmt werden sollen und umso höhere Medikamentdosen müsste man geben, was wiederum die Nebenwirkungen massiv erhöht. Sie sind jedoch nicht die direkte Ursache für den Tumor, sondern entstehen als Reaktion auf die Tumorbekämpfung.